# مارتینگل (سیستم شرط‌بندی)
مارتینگل یکی از استراتژی‌های شرط‌بندی است که از فرانسه قرن هجدهم نشأت گرفته و در آن دوره از زمان رایج بود. ساده‌ترین این استراتژی‌ها برای بازی‌ای طراحی شده بود که در آن قمارباز در صورت شیر آمدن سکه، شرط را برنده می‌شود و در صورت آمدن خط بازنده است. این استراتژی باعث می‌شد که قمارباز پس از هر باخت، شرط را دو برابر کند، به طوری که اولین برد تمام باخت‌های قبلی را به‌علاوه برنده شدن سودی برابر با شرط اصلی بازگرداند؛ بنابراین استراتژی نمونه ای از پارادوکس سنت پترزبورگ است.
از آنجایی که تقریباً مطمئناً یک قمارباز در نهایت یکی از سکه‌ها به نفع وی خواهد افتاد، این استراتژی شرط‌بندی مارتینگل مطمئناً برای قمارباز درآمدزایی می‌کند ولی این مشروط بر اینست که آنها ثروت بی‌نهایتی داشته باشند و محدودیتی برای پول کسب شده در یک شرط وجود نداشته باشد. با این حال، هیچ قماربازی ثروت بی‌نهایتی ندارد و رشد تصاعدی شرط‌ها می‌تواند قماربازهای بدشانسی را که استفاده از مارتینگل را انتخاب کرده‌اند، ورشکست کند و باعث ضرر فاجعه‌بار شود. علیرغم این واقعیت که قمارباز معمولاً یک پاداش خالص کوچک برنده می‌شود، بنابراین به نظر می‌رسد که استراتژی مناسبی دارد، ارزش مورد انتظار قمار باز صفر باقی می‌ماند زیرا احتمال کمی که قمارباز متحمل ضرر فاجعه‌آمیزی شود دقیقاً با سود مورد انتظار متعادل می‌شود. در یک کازینو، به دلیل وجود برتری در خانه (house edge)، مقدار مورد انتظار منفی است. علاوه بر این، از آنجایی که احتمال یک رشته باخت‌های متوالی بیشتر از آن چیزی است که شهود رایج نشان می‌دهد، استراتژی‌های مارتینگل می‌تواند یک قمارباز را به سرعت ورشکست کند.
استراتژی مارتینگل برای رولت نیز اعمال شده‌است، زیرا احتمال رسیدن به قرمز یا سیاه نزدیک به ۵۰٪ است.

## تحلیل شهودی
دلیل اصلی شکست همه سیستم‌های شرط‌بندی نوع مارتینگل این است که از هیچ اطلاعاتی در مورد نتایج شرط‌بندی‌های گذشته نمی‌توان برای پیش‌بینی نتایج یک شرط آینده با دقتی بهتر از شانس استفاده کرد. در اصطلاحات ریاضی، این با این فرض مطابقت دارد که نتایج برد- باخت هر شرط ، متغیرهای تصادفی مستقل و به‌طور یکسان توزیع شده‌است، فرضی که در بسیاری از موقعیت‌های واقعی معتبر است. از این فرض چنین برمی‌آید که ارزش مورد انتظار یک سری از شرط‌ها برابر است با مجموع مقدار مورد انتظار یک شرط بالقوه ضربدر احتمال انجام آن شرط توسط بازیکن، بر روی همه شرط‌هایی که به‌طور بالقوه می‌توانند در این سری اتفاق بیفتند. در اکثر بازی‌های کازینو، مقدار مورد انتظار هر شرط فردی منفی است، بنابراین مجموع بسیاری از اعداد منفی نیز همیشه منفی خواهد بود.
استراتژی مارتینگل حتی با زمان توقف نامحدود نیز درست عمل نمی‌کند، تا زمانی که محدودیتی در درآمد یا شرط‌بندی وجود داشته باشد (که در عمل نیز صادق است). تنها با ثروت، شرط‌بندی و زمان نامحدود است که می‌توان استدلال کرد که مارتینگل به یک استراتژی برنده تبدیل می‌شود.

## ضد مارتینگل
در سبک کلاسیک شرط‌بندی مارتینگل، قماربازان پس از هر باخت، شرط‌بندی را افزایش می‌دهند به این امید که یک برد نهایی تمام باخت‌های قبلی را جبران کند. رویکرد ضد مارتینگل، همچنین به عنوان مارتینگل معکوس شناخته می‌شود، در عوض شرط‌ها را پس از برد افزایش می‌دهد، در حالی که پس از باخت آنها را کاهش می‌دهد. تصور این است که قمارباز از یک برد پیروز یا «دست خوب» سود می‌برد، در حالی که هنگام باخت شرط را کاهش می‌دهد، از آنجایی که شرط‌های تکی مستقل از یکدیگر (و از انتظارات قمارباز) هستند، مفهوم برنده شدن به صورت پشت سر هم صرفاً نمونه‌ای از مغالطه قمارباز است و استراتژی ضد مارتینگل هیچ درآمدی به دست نمی‌آورد.